# Ken Fujita
Ken Fujita (japanisch 藤田 健 Fujita Ken; * 27. August 1979 in der Präfektur Shizuoka) ist ein ehemaliger japanischer Fußballspieler.

## Karriere
Fujita erlernte das Fußballspielen in der Jugendmannschaft von Júbilo Iwata. Seinen ersten Vertrag unterschrieb er 1998 bei den Júbilo Iwata. Der Verein spielte in der höchsten Liga des Landes, der J1 League. 2001 wechselte er zum Zweitligisten Ventforet Kofu. Am Ende der Saison 2005 stieg der Verein in die J1 League auf. Am Ende der Saison 2007 stieg der Verein wieder in die J2 League ab. Für den Verein absolvierte er 354 Ligaspiele.

## Erfolge
Júbilo Iwata
- J1 League

Vizemeister: 1998
- J.League Cup

Sieger: 1998